# 蛙形類
蛙形類（わけいるい、学名：Batrachomorpha）は、分岐学上の用語で、現生両生類とその祖先、それらに関連する絶滅種で構成される単系統群である。従来の分類における両生綱から、爬虫類と関連するもの（狭義の爬形類）を除いたものといえる。リンネ式分類では綱のランクを与えられている。
しかし、この定義では古生代の多様な四肢動物のうち、爬形類に属さない全ての種を含むことになるので、このクレードを採用しない古生物学者も多い。

## 特徴
以下のような特徴を持つとされる。
- 扁平な頭骨
- 可動性を持たない癒合した頭頂骨
- 外後頭骨・後頭頂骨が後頭骨と接している
- 前肢の指は4本あるいはそれ以下

## 下位分類

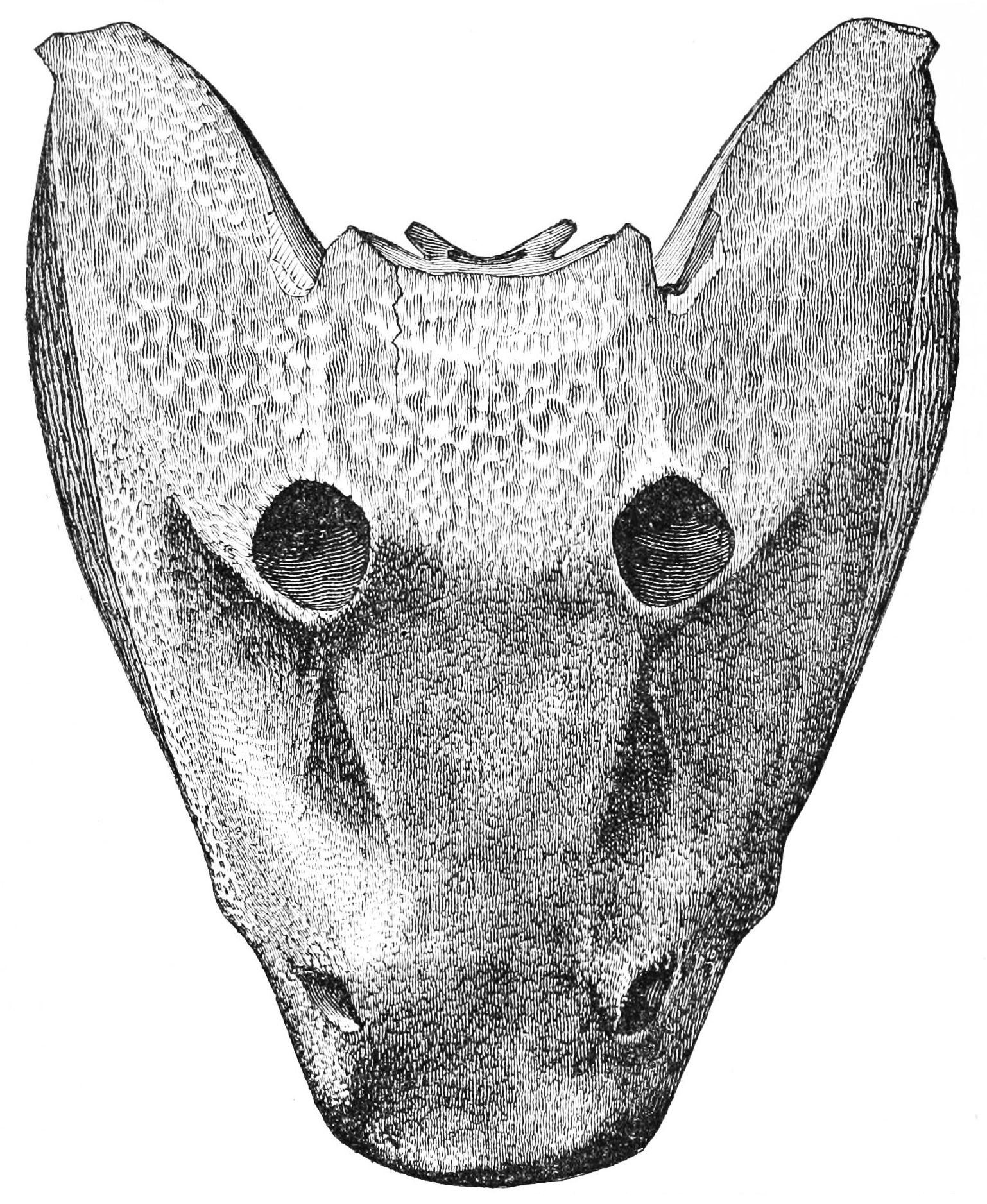
の頭蓋骨

マイケル・ベントンは、両生類と、有羊膜類より両生類に近縁な絶滅分類群を蛙形類に含めている。彼の分類体系では、蛙形類は以下の分類群を含む水陸両生の四肢動物の上目となる。
- 蛙形上目 Batrachomorpha
  - †Edopoidea目
  - †Dendrerpetontidae科
  - 階級なし（目）
    - †Dvinosauria下目
    - †Branchiosauridae科
    - †ディッソロフス科 Dissorophidae
    - 平滑両生下綱 Lissamphibia
      - †Albanerpetonidae科
      - 無足目
      - 有尾目
      - 無尾目

  - †階級なし（目）
    - †Eryopidae科
    - †Actinodontidae科
    - †Archegosauridae
    - †リネスクス科 Rhinesuchidae
    - †Capitosauria下目
    - †Trematosauria下目
      - †Trematosauridae科
      - †Metoposauridae科
      - †Plagiosauridae科
      - †Rhytidosteidae科
      - †Brachyopidae科
      - †Chigutisauridae科

しかしながら、古生代の両生類の分類については不確定な部分が多い。